# Christus Verlosserkathedraal (Kaliningrad)
De Russisch-orthodoxe Christus de Verlosserkathedraal (Russisch: Храм Христа Спасителя; Chram Christa Spasitelja) is met een hoogte van 73 meter het hoogste gebouw van Kaliningrad en daarmee het grootste kerkgebouw van de Russische oblast Kaliningrad.
De kerk ligt aan het Plosjtsjad Pobedy (Plein van de Overwinning). De kerk werd tussen 1996 en 2006 gebouwd en heeft een traditionele Russisch-Byzantijnse stijl en is ontworpen door architect Oleg Kopylov. Het is een achthoekig gebouw met boogvormige ingangsportalen met een toren boven het altaar en vier bolvormige torens. De kathedraal biedt plaats aan 3.000 mensen. De kathedraal werd op 10 september 2006 ingewijd door patriarch Alexius II, in bijzijn van de Russische president Vladimir Poetin.